# Személyi edző

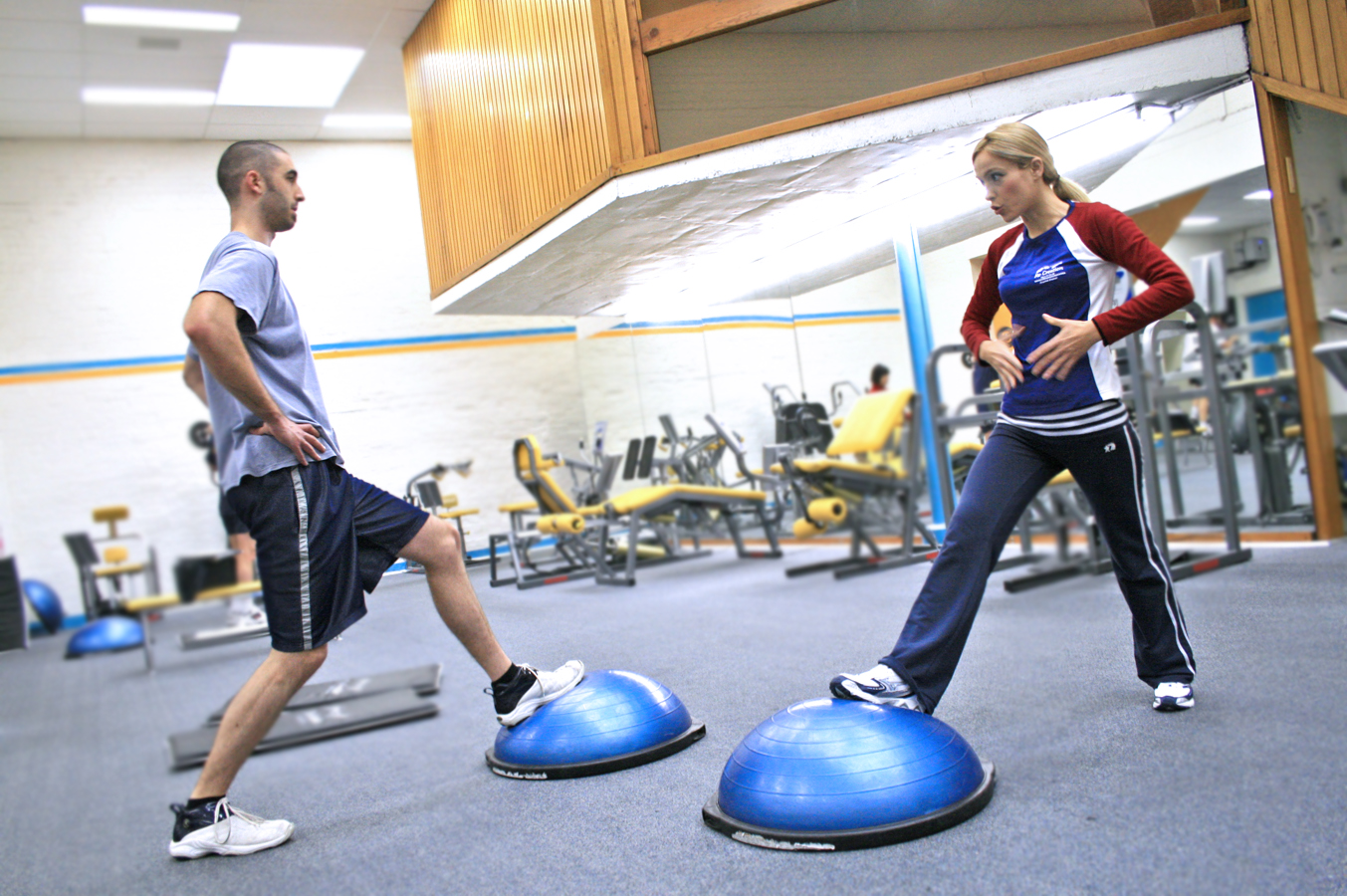
Személyi edző munka közben

A személyi edző egy mozgáskultúrában, táplálkozásban és sportanatómiában jártas szakember, aki átfogó ismeretekkel rendelkezik a fizikai megterhelés emberi testre gyakorolt hatásairól. Tisztában van a gyakorlatok tökéletes kivitelezésével, különböző gépek és sporteszközök szakszerű használatával, valamint az élelmiszerek tápértékeivel. Képes bármilyen adottságú ember igényeihez megfelelő edzésterv és étrend kialakítására, valamint folyamatos koordinálására. Naprakész tudással rendelkezik az aktuálisan forgalomban kapható táplálékkiegészítők hatásmechanizmusairól.
Feladata a páciens fittségi állapotának helyreállítása és/vagy növelése. A személyi edzés helyszínéül éppúgy megfelelnek edzőtermek, mint a parkok, vagy akár az ügyfél otthona. A személyi edzés minden esetben állapotfelméréssel indul, hogy az edző pontos képet kaphasson az ügyfél fizikai állapotáról. Ezt követően kezdődik meg a célok figyelembe vételével a tervszerű munka, amely legtöbbször az ügyfél túlsúlyának csökkenését vagy izomtömegének növelését jelenti.